# Kulesze-Podawce
Kulesze-Podawce – wieś w Polsce położona w województwie podlaskim, w powiecie wysokomazowieckim, w gminie Kulesze Kościelne.
Zaścianek szlachecki Podawce należący do okolicy zaściankowej Kulesze położony był w drugiej połowie XVII wieku w powiecie brańskim ziemi bielskiej województwa podlaskiego. W latach 1975–1998 miejscowość administracyjnie należała do województwa łomżyńskiego.
Wierni kościoła rzymskokatolickiego należą do parafii św. Bartłomieja Apostoła w Kuleszach Kościelnych.

## Historia
Wieś istniała prawdopodobnie w XV w. Mieszkał w niej zapewne opiekun tworzonej w 1493 roku parafii w Kuleszach. Osoba taka miała prawo do pierwszej ławki przy ołtarzu. Posiadała również przywilej wskazywania plebana parafii. Ten kto wskazywał kandydata na plebana, po staropolsku nazywał się podawcą.
Podawce pojawiają się w dokumentach w 1569 roku. W roku 1580 właścicielem był Więczsław Kulesza, woźny bielski ziemski. Wraz z działem w Kuleszach-Podlipie miał 11 włók ziemi.
Przez wieki była to niewielka miejscowość zamieszkała przez drobną szlachtę. Na przełomie XIX i XX w. naliczono tu 12 gospodarzy. Uprawiali 120 ha ziemi. Średnie gospodarstwo miało obszar 6,7 ha.
W 1921 roku w miejscowości 12 domów i 72 mieszkańców.